# Наїрі (комп’ютер)

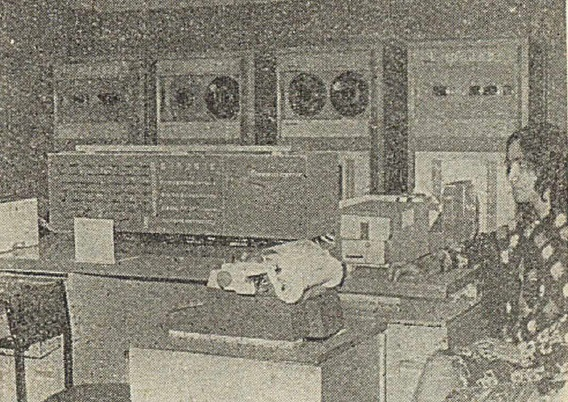
Комп’ютер Nairi-3 у польському магазині «Інформатика», 1977

«Наїрі» — родина радянських цифрових комп'ютерів загального призначення, розроблених в Єреванському НДІ математичних машин (ЄрНДІММ).
У 1971 році розробники ЕОМ «Наїрі» були удостоєні Державної премії СРСР.

## Наїрі-1
Розробку машини розпочато в 1962 році, закінчено в 1964 році. Головний конструктор — Грач’я Єсайович Овсепян, провідний інженер-конструктор — Михайло Артаваздович Хачатрян.
Архітектурне рішення, застосоване в цій машині, було запатентовано в Англії, Японії, Франції та Італії.
Технічні характеристики:
- Процесор — 36-розрядний.
- Тактова частота — 50 кГц.

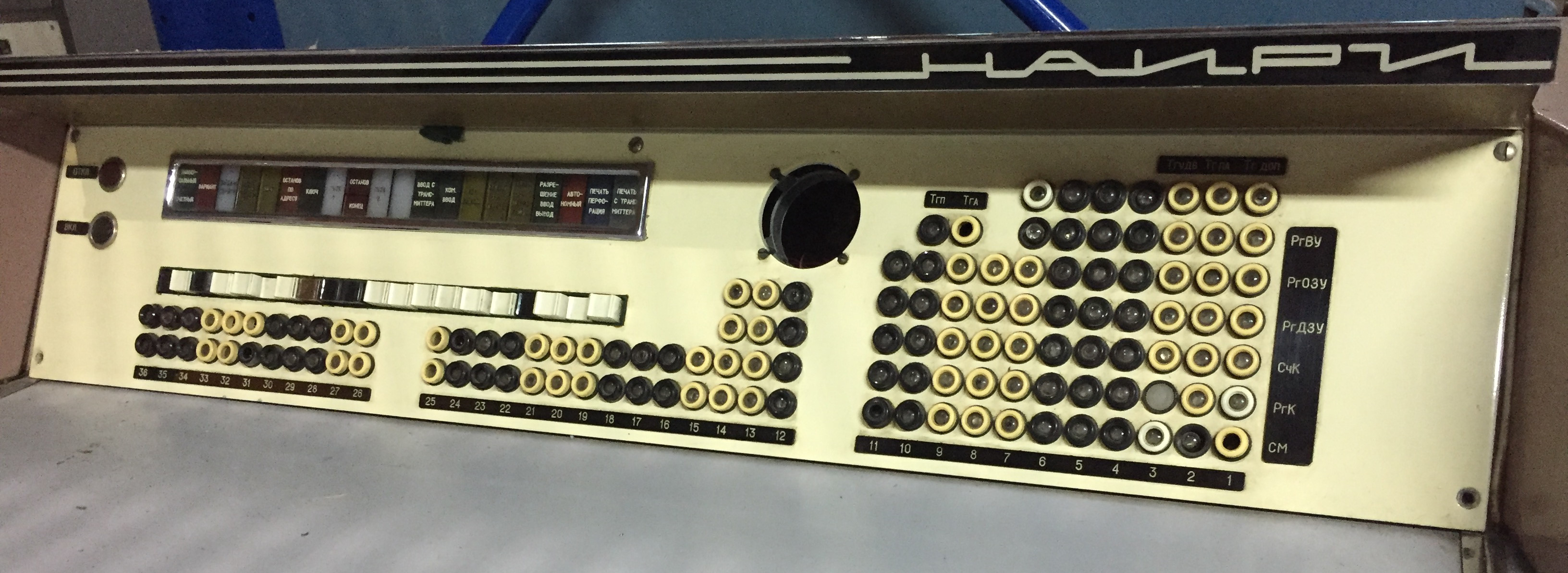
Центральна панель комп’ютера Наїрі

- ПЗП (в оригінальній документації — ДЗП (довготривалий запам'ятовувальний пристрій) касетного типу, обсяг касети — 2048 слів по 36 розрядів у кожному; використовувався для зберігання мікропрограм (2048 72-розрядних комірок) і вбудованих програм(12288 36-розрядних комірок). Частина ДЗП постачалася «порожньою», з можливістю прошивки користувачами своїх найбільш часто використовуваних програм, позбавляючись таким чином від введення програми з пульта або перфострічки.
- Обсяг ОЗП — 1024 слова (8 касет по 128 комірок), плюс 5 регістрів.
- Швидкодія: для операцій типу додавання над числами з фіксованою комою — 2-3 тис. оп/с, типу множення — 100 оп/сек, операцій над числами з рухомою комою — 100 оп/сек.

З 1964 року машина випускалася на двох заводах у Вірменії, а також на Казанському заводі ЕОМ (з 1964 по 1970 рік, всього випущено близько 500 машин). Навесні 1965 року комп'ютер був представлений на ярмарку в м. Лейпциг (Німеччина).
Існували модифікації машини:
- «Наїрі-М» (1965) — до складу периферії введено фотозчитувальний пристрій FS-1501 і стрічковий перфоратор ПЛ-80.
- «Наїрі-К» з ОЗП, збільшеним до 4096К слів
- «Наїрі» (1967), в якості терміналу застосована електрифікована друкарська машинка Consul-254.

## Наїрі-2
Створена в 1966 році, по суті є модифікацією машини «Наірі-1».
Об'єм оперативної пам'яті, виконаної на феритових кільцях, збільшений до 2048К 36-розрядних слів, застосовані більш продуктивні пристрої введення-виведення, які входили в комплектацію Наїрі-К.

## Наїрі-3
Серія машин, створена на початку 1970-х: «Наїрі 3-1», «Наїрі 3-2» і «Наїрі 3-3». Головний конструктор Г. Є. Овсепян.
Родина Наїрі-3 надавала користувачам ряд унікальних для того часу можливостей.
Наприклад, режим розподілу часу, в якому одночасно декільком користувачам надавалися віртуальні ЕОМ Наїрі-2. Вперше було реалізовано мікропрограмну емуляцію ЕОМ іншого типу, з відмінною системою команд: на Наїрі-3 можна було виконувати програми Мінськ-22, Раздан-3.
Наїрі-3 була створена на основі мікросхем з ЕЗЛ-логікою. Вважається першою радянською ЕОМ 3-го покоління.
У 1971 році колектив розробників серії «Наїрі» був удостоєний Державної премії СРСР.

## Наїрі-4
Серія ЕОМ спеціального застосування. Наїрі 4, АРМ/Наїрі 4 і Наірі 41 розроблені у 1974-1981 роках, головний конструктор — Герман Арташесович Оганян.
Система була програмно сумісна з PDP-11 і серією СМ ЕОМ.
У 1980-1981 також було розроблено Наірі 4В і Наірі 4В/С, головні конструктори — В. Карапетян і А. Саркісян.